# ユーロキプリア航空
ユーロキプリア航空（ユーロキプリアこうくう、Eurocypria Airlines Limited）はキプロスに存在した航空会社である。キプロスのラルナカ国際空港を本拠地とし、欧州13都市に就航していた。準ハブ空港は同じくキプロスのパフォス国際空港。

## 歴史
ユーロキプリア航空は1991年にキプロス初のチャーター便の航空会社として誕生した。1992年5月に最新鋭のエアバスA320を2機体制で運航を開始し、2001年にはチャーター便だけでなく定期便の運航も始めた。2003年、営業以来使用していたエアバス機にその後新たに加えていたエアバス機のA320の合計4機をキプロス航空に売却し、新たに購入した4機のボーイング737に置き換えた。
ユーロキプリア航空はもともとキプロス航空の完全な子会社であったが、2006年6月キプロス航空がキプロス政府に13,425,000キプロスポンドで売却している。これはキプロス政府が国のキャリアフラッグ(キプロス航空)の状態に警鐘を鳴らしたことにより、キプロス航空の危機的な財政状況を打開するための冒険的な利益捻出策であった。

ユーロキプリア航空自身もたび重なる財政難に襲われており、キプロス政府は2010年にはキプロス航空との合併を模索したが不調に終わり、
最終的には2010年11月4日破産、11月13日にはすべての運航を停止した。

## 就航都市

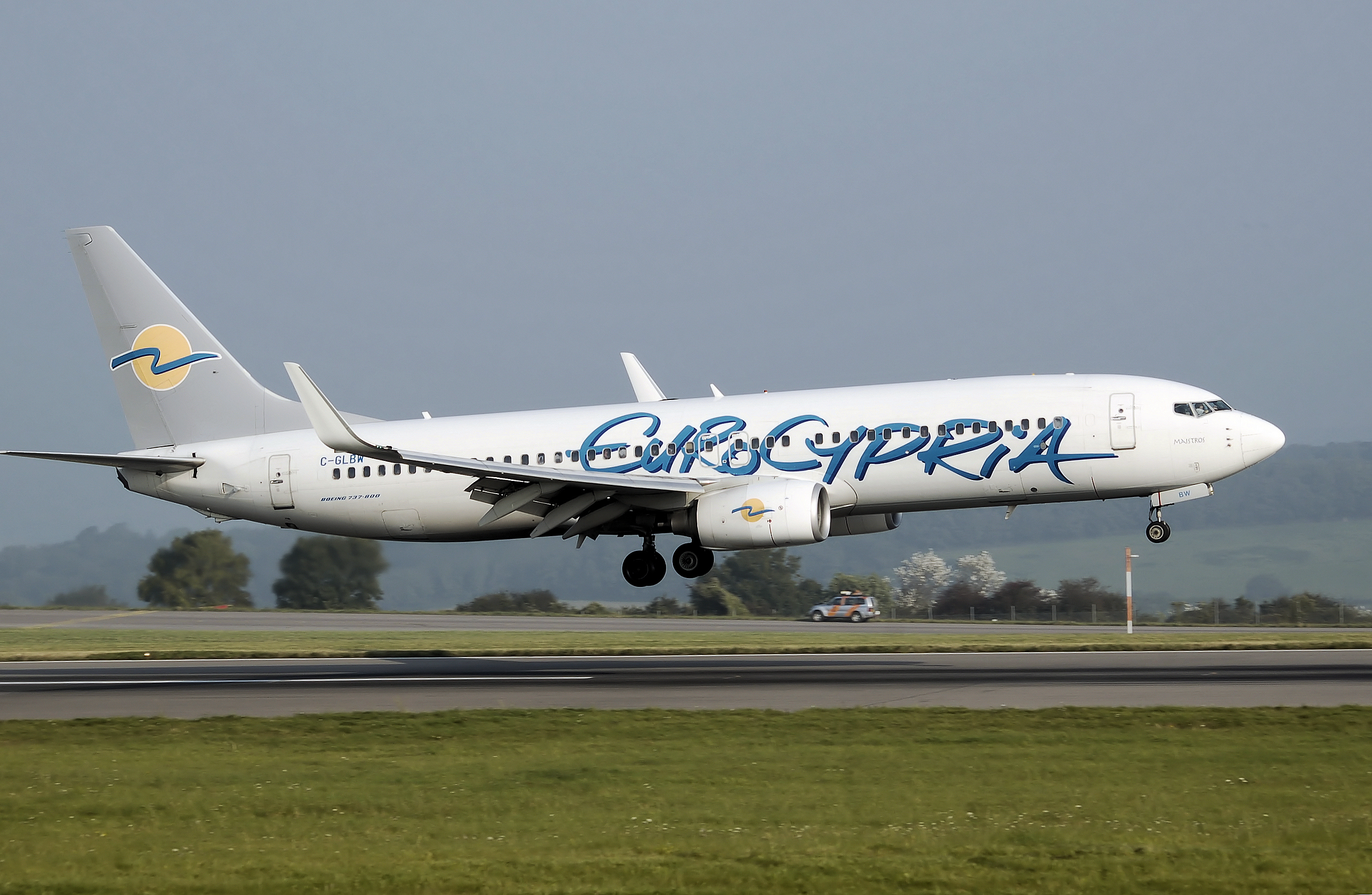
英ブリストル国際空港に到着したB737型機

ラルカナ国際空港発着便
- イギリス
  - ロンドン(ガドウィック)
  - マンチェスター
  - ニューカッスル
  - ブリストル
  - カーディフ
  - バーミンガム
  - グラスゴー
  - エクスター
  - ボーンマス
  - ベルファスト
- ドイツ
  - ベルリン
  - デュッセルドルフ
  - ハノーファー
  - ミュンヘン
  - ニュルンベルク
  - シュトゥットガルト
- ポーランド
  - ワルシャワ
- ギリシャ
  - イラクリオン

パフォス国際空港発着便
- イギリス
  - マンチェスター
  - ノリッジ(チャーター便)
- アイルランド
  - ダブリン
- ロシア
  - サンクトペテルブルク

## 保有機材
破産当時、ユーロキプリア航空は6機のボーイング737(Boeing 737-800/うち2機はAMC Airlinesが使用)を保有しており、6機それぞれが違う色の垂直安定板を持っていた。下記は左が登録番号で右が安定板の色。
- 5B-DBR - Lime
- 5B-DBU - Blue
- 5B-DBV - Light blue
- 5B-DBW - Grey
- 5B-DBX - White
- 5B-DBZ - Violet